# لا-شاپل-او-سن ۱
لا-شاپل-او-سن ۱ (انگلیسی: La Chapelle-aux-Saints 1)، («پیرمرد») یک اسکلت تقریباً کامل نر نئاندرتال است که در لا-شاپل-او-سن، فرانسه توسط A. و J. Bouyssonie، و L. Bardon کشف شد. در سال ۱۹۰۸
این فرد در زمان مرگ حدود ۴۰ سال سن داشت. وی در وضعیت نامناسبی قرار داشت و بیشتر دندان‌های خود را از دست داده بود و از تحلیل استخوان در فک پایین و پیشرفته التهاب مفصل رنج می‌برد.